# Chardonney-sur-Morges

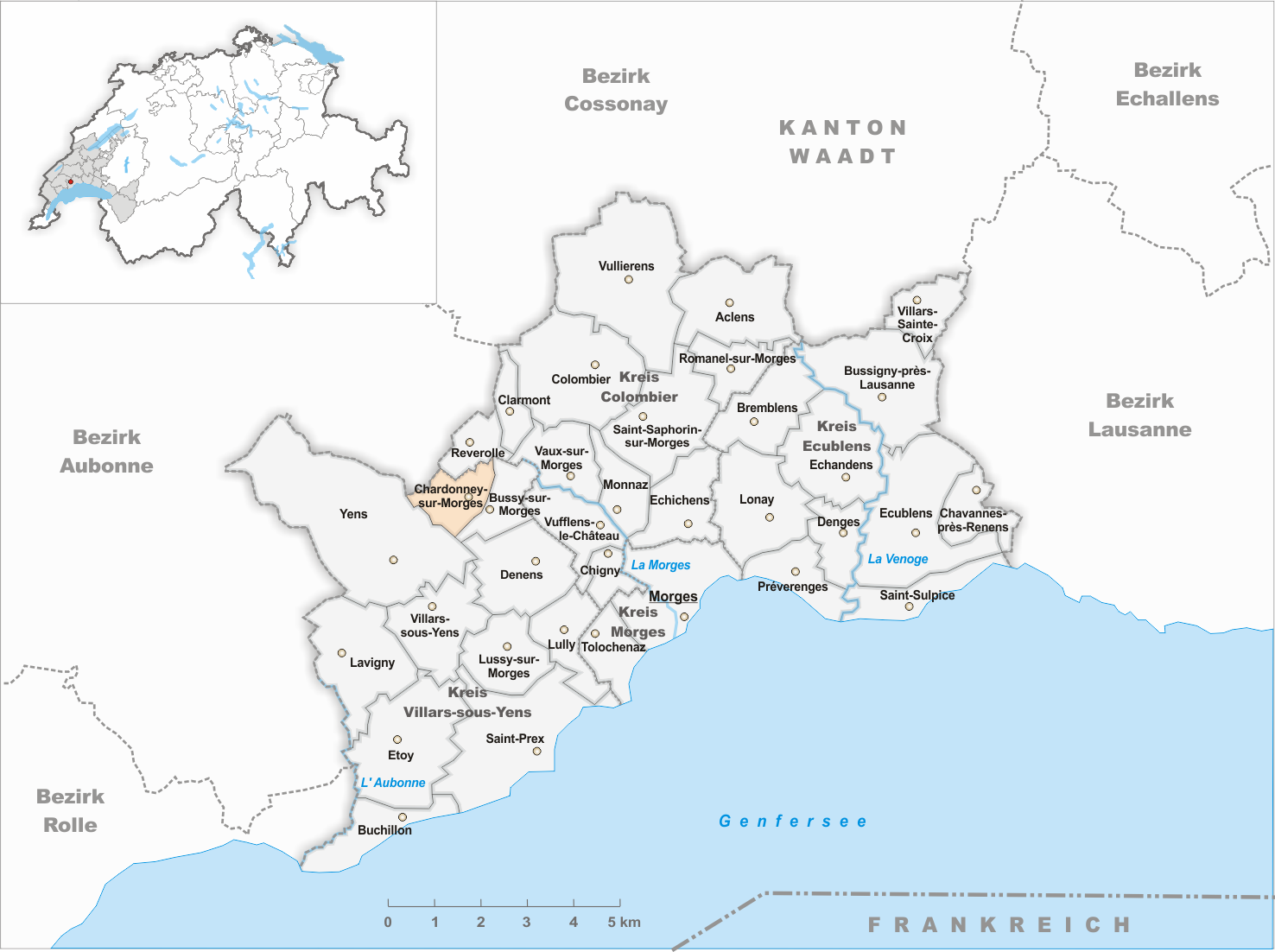
Gemeindestand vor der Fusion am 1. April 1961

Chardonney-sur-Morges war eine politische Gemeinde im Distrikt Bezirk Morges des Kantons Waadt in der Schweiz. Am 1. April 1961 fusionierte sie mit Bussy-sur-Morges zur neuen Gemeinde Bussy-Chardonney. Diese wiederum ging am 1. Juli 2021 in der Gemeinde Hautemorges auf.